# ISO 13485
ISO 13485 Medical devices -- Quality management systems -- Requirements for regulatory purposes er en International Organization for Standardization (ISO) standard der blev udgivet første gang i 1996; den repræsenterer kravene for et omfattende kvalitetssystem for design og produktion af medicinsk udstyr. Standarden overtog tidligere dokumenter som EN 46001 (1993 og 1996) og EN 46002 (1996), og den tidligere udgivne ISO 13485 (1996 og 2003), samt ISO 13488 (også 1996).
Den nuværende udgave af ISO 13485 blev udgivet 1. marts 2016.